# Hrvatske narodne nošnje u Bosni i Hercegovini
Hrvatske narodne nošnje u Bosni i Hercegovini predstavljaju dio kulturne baštine hrvatskog naroda u toj zemlji, s neobično širokim rasponom različitih nošnji. Narodne nošnje i folklor su neodvojivo povezani s načinom života te reflektiraju društvene i kulturne posebnosti pojedinih zemljopisnih područja i podneblja gdje žive Hrvati.
Izraz su likovnog shvaćanja i odražavaju razne povijesne utjecaje. Hrvatske narodne nošnje vrlo su raznolike i bogato izrađene. Do polovice XIX. stoljeća nosilo ih je uglavnom stanovništvo u seoskim sredinama. Po načinu odijevanja prepoznavalo se odakle osoba dolazi. Hrvatske narodne nošnje u Bosni i Hercegovini mogu se podijeliti na dinarske (koje uključuju i hercegovačke), srednjobosanske i posavske.

## Povijesni pregled
Na teritoriju Bosne i Hercegovine nailazimo na veliki broj različitih nošnji. Sve ove nošnje formirale su se kroz dugi niz godina i nose u sebi elemente ili pak samo tragove elemenata mnogih kulturnih utjecaja, koji su utjecali na razvoj ne samo nošnji nego i općenito na povijesna i društvena zbivanja. Zbog toga u tim nošnjama nalazimo tragove balkanske, mediteranske i orijentalne kulture. Ovi kulturni utjecaji su ostavili svoj pečat na narodne nošnje i nesumnjljivo doprinijeli njihovoj diferencijaciji. Istražiti kako su izgledali ljudi u narodnim nošnjama je bilo moguće prije svega s materijalnim arheološkim ostacima u vidu tkanina, odjevnih predmeta i nakita.
U starim ilirskim grobnicama na Glasincu otkriveni su u nekim grobovima ukrasi od pucadi poredanih tako da pokrivaju cijela prsa, isto kao što je slučaj s tokama. Na ovom nalazištu pronađeni su i okamenjeni ostaci tkanina, omotane oko jednog noža. Jasno se vidi struktura tkanja u četiri nita i u vidu riblje kosti, iste takve nailazimo na šalvarama muškarca u dinarskim i srednjobosanskim nošnjama. Takvi arheološki ostaci iz srednjeg vijeka sačuvani su samo fragmentarno, npr.: ženska kapa u Biloj kod Travnika, razni oblici prstenja, naušnica, a značaj im je pojačan činjenicom da su upotrebljavani i kasnije u XIX. stoljeću. Većina nošnje vlastele u srednjem vijeku je bila izrađena od skupocjenih tkanina uvezenih sa strane. Iz arhivskih dokumenata srednjeg vijeka, uglavnom iz dubrovačkih arhivskih spisa, spominju se npr. haljine ad modum bosnensem, zatim pojas zvan centura larga bosignana, kao dijelovi nošnje bosanske vlastele.
Iz XVI. stoljeća datira i jedan šturi podatak koji kaže da se kršćani obaju vjerozakona odijevaju isto kao i Turci, a razlikuju se samo po tome što ne briju glave kao Turci. Daleko iscrpniji je bio čuveni Evlija Čelebija, koji je ostavio podatke o nošnji iz XVII. stoljeća i to uglavnom o sarajevskoj gradskoj nošnji. Sarajevo je bilo jak trgovački centar, najznačajniji u Bosni i Hercegovini i jedan od jačih na Balkanu. Karavane svakovrsne robe su pristizale i s istoka i sa zapada da bi zadovoljile potrebe šarolikog sastava gradskog stanovništva. Društvene i političke prilike toga vremena utjecale su na promjene u nošnji kroz razne propise u XVIII. stoljeću. Godine 1794. Hašamudin-paša izdao je poseban propis kojim je za bosansku raju bila propisana boja i vrsta odjeće.
Kako muslimani, katolici i pravoslavci, tako su i židovi bili potčinjeni ovim propisima i pokazivali veliku sklonost da se oblače kao i vladajuća klasa. Zbog toga su ponekad morali plaćati kazne. Crvena čoha je bila dozvoljena samo feudalnoj vladajućoj klasi. Pravila su vrijedila i za obuću. Npr. židovske žene su nosile obuću vrlo slično muslimanskim, ali im je bilo zabranjeno nositi žute i crvene čižme. Nemuslimani, muškarci kao i žene, morali su nositi obuću crne boje.
Razdoblje XIX. stoljeća obiluje većim brojem podataka nego ranije. To su uglavnom putopisi koji ponekad ostavljaju i detaljan opis pojedinih nošnji. Među njima su skoro uvijek zabilježeni opisi gradskih nošnji, ali ima i opisa seoskih nošnji: putopisi Ivana Franje Jukića, Ivana Kukuljevića Sakcinskog i Matije Mažuranića. Bilo je to vrijeme tadašnje globalizacije i modernizacije bosanskog društva, vrijeme kada su neke tradicije, pa tako i narodne nošnje, iščezavale ili gubile na snazi, dok su neke nastajale zbog boljih komunikacija, industrijskih otkrića s kraja tog stoljeća i dolaska Austro-Ugarske 1878. godine.

## Materijali
Do kraja XIX. stoljeća narodna nošnja seoskog stanovništva je bila najvećim dijelom domaće proizvodnje. Izrađivale su je žene na selu, a neke dijelove su radile seoske i gradske zanatlije. Materijali za nošnju su izrađivani od vune, lana, konoplje i kože. Od lana i konoplje tkalo se platno za osnovne dijelove: košulju, gaće, kao i ženske marame za pokrivanje glave. Čisti lan se koristio za praznične dijelove nošnje, dok se miješao s konopljom za svakidašnje dijelove. Pamuk koji je bio u velikoj upotrebi u gradskoj nošnji se počeo upotrebljavati na selu krajem XIX. stoljeća i to najprije u srednjoj i istočnoj Bosni, Posavini i Hercegovini. Vuna je imala najveću primjenu u izradi nošnje. Od nje se izrađivalo sukno, nevaljano i valjano, za sve gornje haljetke, kako ljetnje, tako i zimske. Osim toga i za čarape, pregače, tkanice i torbe. Boje su bile bijela, crna i tamnoplava i takvo valjano sukno se upotrebljavalo kod svih etničkih grupa.
Koža se upotrebljavala najčešće u sirovom stanju, neprerađena, samo osušena. Od nje je izrađivana obuća, tj. opanci koji su se nazivali putravci, oputnjaci, fašnjaci. Oputa kojom su se pleli ovi opanci bila je od tanje ovčije ili kozje kože. Pored ovakvih oputara pravili su se i posebni opanci od učinjane kože, a nosili su ih imućniji mladi ljudi krajem XIX. stoljeća, sve dok se cipele nisu pojavile u narodnoj nošnji. Ova pojava se veže ustvari za utjecaj Austro-Ugarske. Od toga su koristi imali oni siromašniji, koji su počeli da nose opanke od učinjane kože, koji su bili jeftiniji od cipela. Opanci od takve kože su se izrađivali najviše u Sarajevu, Visokom, Travniku, Jajcu, Banjoj Luci, Bugojnu, Tuzli, Brčkom, Bijeljini.
Pored materijala domaće proizvodnje u narodnim nošnjama na teritoriju Bosne i Hercegovine, krajem XIX. stoljeća, u manjoj mjeri nalazimo i materijale manufakturne i tvorničke proizvodnje. Tkanine manufakturne proizvodnje uvozile su se još u srednjem vijeku u Bosnu i s Istoka i sa Zapada. Dolazile su najčešće posredstvom dubrovačkih trgovaca. Od ovih materijala najviše su se upotrebljavali somot i crvena čoha. Ovi su materijali se krajem XIX. stoljeća upotrebljavali najviše kod imućnijeg seoskog stanovništva. U Hercegovini, zapadnoj i središnjoj Bosni, poznate su bile ječerme od crvene čohe kod muškaraca, u zapadnoj Hercegovini imućnije djevojke nosile su sadake od crvene čohe, i to praznikom, za razliku od crnih suknenih zubuna koji su bili u redovnoj upotrebi; ženski svitni zubuni u istočnoj Hercegovini izrađivani su od svjetlozelene čohe, dok su raskošne muške dolame bile od zelene ili crvene čohe. Poslije dolaska Osmanlija, taj novi kulturni inventar se ispoljio u upotrebi novih materijala. Primjena ovih materijala se veže prvenstveno za nošnju građanskog i feudalnog staleža, a kasnije se raširila i na seosko prvenstveno bošnjačko stanovništvo.
Najrasprostranjeniji materijal u seoskim nošnjama nekih krajeva krajem XIX. stoljeća, jesu aladža i šamaladža, pamučna ili svilena prugasto tkana materija, tamnocrvene ili tamnoplave i bijele boje. Od nje su najviše izrađivane ženske ječerme i kratke ili duge anterije. Ječerme i 'aladže ušle su u upotrebu kod srpskog i hrvatskog stanovništva središnje Bosne. Pored aladže i šamaladže, veliku upotrebu imao je i atlas, jedna vrsta svilenog satena. Od njega su se u gradu izrađivale ženske libade, salte, anterije, ječerme, a nalazimo ga i na selu, mahom u muslimanskim ženskim nošnjama. Utjecaj Austro-Ugarske i njena aneksija BiH 1878. godine je ostavila traga na narodne nošnje, prvenstveno na primjenu materijala. Sve više se upotrebljavaju tvornički materijali. Pored pamučnog platna, na selu se najviše upotrebljava crni saten glot i to za ženske suknje i dimije kod srpskog i hrvatskog stanovništva središnje Bosne, istočne Bosne, Posavine i Hercegovine. U zapadnoj Bosni suknje od ovog materijala počele su se nositi tek pred Drugi svjetski rat. S novim materijalama koji su ulazili u upotrebu, dolazili su i novi krojevi, a s njima i nova terminologija. Većina tih termina je orijentalnog podrijetla: ječerma, fermen, džemadan, koparan, bošča, fes, zubun itd.

## Vrste narodnih nošnji
Promatrajući sve narodne nošnje na teritoriju Bosne i Hercegovine, može se prije svega uočiti razlika u načinu odjevanja između gradskog i seoskog stanovnistva, koja je prvenstveno nastajala zbog različite gospodarske moći tih socijalnih grupa. Nošnja u gradovima je bila ujednačena u cijeloj Bosni i Hercegovine, a pojedine varijante između nacionalnih grupa u okviru gradskih nošnji nisu bitnije uticale na njen osnovni stil.
Seoske nošnje se mnogo više međusobno razlikuju. Postoje bitne razlike u načinu odijevanja između pojedinih širokih geografskih oblasti, tako da se izdvajaju tri geografske cjeline: zapadna Bosna s Hercegovinom, srednja i istočna Bosna i Bosanska Posavina. Tako je došlo do podjele narodnih nošnji seoskog stanovnistva na tri glavne grupe ili tri vrste seoskih narodnih nošnji: dinarske nošnje (nošnje zapadne Bosne i Hercegovine), srednjobosanske nošnje uključujući i istočnu Bosnu i treća vrsta, posavske nošnje. Mnogobrojne varijante nošnji različitih etničkih skupina ispoljavale su se u manjim detaljima pojedinih odjevnih predmeta, u njihovoj boji ili načinu nošenja, ali su u osnovi zadržale osnovne karakteristike vrste kojoj pripadaju.

## Dinarske nošnje
Dinarske nošnje imaju najveći obujam prostiranja. Obuhvaćaju prostor zapadne Bosne, tj. predjele u sklopu dinarskog planinskog masiva, zalazeći dublje na istok u Bosnu sve do oblasti Imljana, Banjalučke Vrhovine, pa preko Travnika do Rame. Na sjever granica ide sjevernim padinama Grmeča, pa preko Banje Luke do Prnjavora. Na jugu se granica gubi i produžava u samu Hercegovinu, zahvatajući pored nje, i dio Bosne oko Foče i Čajniča, sve do rijeke Lim. U ovoj široko rasprostranjenoj oblasti nailazimo na veći broj varijanti u nošnjama kod srpskih i hrvatskih etničkih grupa, dok su bosnjačke nošnje veoma ujednačene.
Od hrvatskih narodnih nošnji mogu se nabrojati: debeljačka i ivanjska u okolini Banje Luke, sasinska u okolini Sanskog Mosta, kraljska i zavaljska u okolini Bihaća, kupreška, livanjska, šujička, duvanjska i ramska u tim navedenim krajevima. U Hercegovini se odvajaju dvije varijante humska (Hum - stari naziv za Hercegovinu) i brdska. Humska nošnja zahvaća uglavnom zapadni i srednji dio Hercegovine, uključujući tu i okolinu Mostara, Konjica, Stoca i Ljubuškog, dok se brdska prostire u istočnim dijelovima. Posebnosti u tradicijskom odijevanju Hrvata u pojedinim dijleovima Hercegovine nalazimo u okolici Posušja i Gruda, u Gornjoj i Donjoj Bekiji, u okolici Ljubuškog, Čitluka i Mostara nalazimo belevarsku nošnju, kojoj se naziv dovodi u vezu s bijelom bojom. U mjestima oko Čapljine, Stoca i Neuma nema posebnih naziva za nošnju. Posebnu podvrstu nalazimo u graničnom području između Hercegovine i Bosne, u Klisu ili Neretvici, kraju oko Konjica.
Glavne karakteristike dinarskih nošnji su: lanena duga košulja, izjedna krojena, s umetnutim pravim klinima ispod ruke, vezena na skutima pozadi, na rukavima i prsima. Vez je izveden uvijek vunom u dvije boje kod hrvatskih nošnji. Motivi su geometrijski. Gaće su bile obavezni dio ženske nošnje kod hrvatskih i bošnjačkih nošnji. Nasuprot njima gaće su se u srpskim ženskim nošnjama upotrebljavale samo prilikom vjenčanja, smrti i zborova. Od gornjih vunenih haljetaka najvažniji su: zubun (dugi prsluk), haljina i pregača. Zubun je od valjanog sukna, kod djevojaka pretežno bijele, a kod udatih žena crne ili tamnoplave-bijele boje. Hrvatski zubuni su imali mnogo manje veza nego srpski. Zimska duga haljina je od bijelog sukna za djevojke i od crnog ili tamnoplavog za udate žene. Ta haljina je duga do gležanja, otvorena sprijeda, s umetnutim kosim klinom ispod ruke i dugim uskim rukavima.
Pregače su tkane od vune u boji i izrađivane su u dvije tehnike: ćilimskoj (iveranjem) i nizanjem (prebiranjem). Neke hrvatske nošnje su imale i dvije pregače; prednju i zadnju, npr. takve pregače se nalaze u debeljačkoj i sasinskoj nosnji. Čarape u svim ženskim dinarskim nošnjama su od vune, duge do koljena, pletene u dvije tehnike: na pet igala i jednom iglom., tj. na poplet. Obe tehnike su karakteristične za cijelu BiH. Boje su crna i crvena, najčesće s rombičnim motivima u zapadnoj Bosni te bijela i crna u Hercegovini. Nošnju na glavi čini crvena kapica, plića ili dublja, pokićena novčićima kod djevojaka. Udate žene preko kape prebacuju četvrtastu bijelu maramu, zvanu krpa na cijelom dinarskom području. Djevojačke kape, pokićene starim novčićima ražličite su kod svake etničke grupe.
Mušku dinarsku nošnju karakteriziraju košulja od lana, istoga kroja kao i ženska, samo duga do koljena i vezena bijelim koncem. Gaće su uskih nogavica u srpskim nošnjama, a u hrvatskim i bošnjačkim širih nogavica i većeg tura. Od gornjih odjevnih predmeta razlikujemo zubun i haljinu. Zubun je kratak do struka, nema mnogo veza. Muška haljina ili gunj najčešće je od crnog sukna, duga do pojasa, sprijeda otvorena i ukrašena crvenim gajtanima kod srpskog i hrvatskog stanovnistva, a kod bošnjačkog i zelenim. Ječerma od čohe s tokama od srebrnih pucadi nosila se praznikom kod svih etničkih grupa na čitavom dinarskom području. Preko gaća nosile su čaksire ili šalvare. Čakšire su bile od bijelog, crnog ili tamnoplavog sukna, uskih nogavica, malog tura, ukrašene vezom od crvenog gajtana u srpskim i hrvatskim nošnjama a kod bošnjačkih i zelenim gajtanom.
Čarape u dinarskim muškim nošnjama su duge do koljena, uvijek su razrezane sa strane i skopčavaju se kukicama. Boje su im iste kao i u ženskih čarapa. Oko pasa je crveni vuneni pojas. Muška nošnja dinarske oblasti je na glavi ujednačenija nego ženska. Osnovu čini crvena kapa, a preko nje crveni vuneni šal omotan oko glave. Hrvatsko stanovništvo je imalo dublje kape, tamnije crvene boje. Ispod ove kape muškarci obavezno nose bijelu kapu od valjane vune ili pletenu od pamuka. To je poznato pod imenom ćulah ili bjelkapa. U Hercegovini je poslije ustanka 1875. godine, ušla u upotrebu crnogorska plitka kapa, zvana zavrata, optočena crnim satenom. U svim muškim dinarskim narodnim nošnjama su u upotrebi kožni široki pojas, zvan bensilah, a također i kožna torba.
Sve gore navedene karakteristike u dinarskim nošnjama s kraja XIX. stoljeća se u daljem razvoju na početku XX. stoljeća postupno gube. Ovaj proces je uzrokovan prvenstveno upotrebom novih tvorničkih materijala i novih krojeva, sto je osnova u određivanju jedne nošnje. Tako npr. u razdoblju između dva svjetska rata nestaje potpuno veza na ženskim i muškim košuljama, dužina im se skraćuje, a rukavi skupljaju. Kod žena ulaze u upotrebu carze, tj. gornje vunene haljine s nabranom suknjom, primljene od susjednog stanovništva Dalmacije i Like. Ove carze su se vremenom počinju izrađivati od crnog satena (glota), a zatim se skraćuju u običnu crnu nabranu suknju. Ovaj proces se naročito ubrzava poslije Drugog svjetskog rata i to kod hrvatskog stanovništva dinarske oblasti jer dolazi do sve većeg prodiranja i utjecaja gradskog načina oblačenja.

## Srednjobosanske nošnje
Zahvaćaju predjele u dolini rijeke Bosne, od njenog izvora kod Sarajeva pa sve do Maglaja, odnosno do planine Ozrena, protežući se na istok preko Ozrena i ogranaka planine Majevice do rijeke Drine, koja čini istočnu granicu. Na zapadnoj strani, lijevo od rijeke Bosne, ove se nošnje pružaju dolinom rijeke Lašve do Travnika, zahvaćajući cijeli prostor između Lašve i rijeke Vrbas, odnosno predjele oko Bugojna, Uskoplja i Donjeg Vakufa, a zatim dalje prema Fojnici i dolinom Lepenice sve do granice prema Hercegovini, odnosno do Ivan planine. Južno od Sarajeva ove se nošnje protežu na planine Bjelašnicu, Treskavicu i Jahorinu i izbijaju na Drinu kod Goražda. U ovoj širokoj oblasti nalazimo brojne varijante srpskih i hrvatskih nošnji, dok su nasuprot njima bošnjačke ujednačene, kao i u dinarskim nošnjama. Središnjoj Bosni pripadaju hrvatske narodne nošnje iz okoline Žepča, Kraljeve Sutjeske, Vareša, Tuzle, Sarajeva, Kreševa, Travnika i Uskoplja.
Ženske nošnje srednjobosanske vrste imaju i neke posebne karakteristike. Tu na prvom mjestu dolaze košulje od uzvodnog pamučnog ili miješanog beza, duge do gležanja, s nabranim klinima ispod ruke, koji se čine vrlo širokim. Zubun, kao najvažniji gornji haljetak, ovdje nije ujednačen kao u dinarskim nošnjama. Neke nošnje nemaju zubune, već kratke gunjiće ili čerme. Pregača u nošnjama Središnje Bosne, također nije bila svuda uobičajen haljetak. U nošnjama oko Žepča, Tuzle, Vareša, Kiseljaka, Fojnice i Kreševa pregače se nisu nosile. U nošnji na glavi kod djevojaka su karakteristični crveni fesići, a kod žena razni oblici kotura ispleteni od pruća, preko kojih dolazi četvrtasta marama, bijela, bez veza.
Muške nošnje su u ovoj grupi ujednačenije nego ženske. Košulje su također od uzvodnog platna, bez veza, s veoma širokim rukavima, naročito u sarajevskoj nošnji. Kod muških i ženskih košulja karakteristične su kerice od konca po rubu rukava. Za cijelu grupu nošnji u istočnoj i u središnjoj Bosni, karakteristični su kod muškaraca na glavi fesovi i oko njega crveni vuneni šalovi kod srpskog i hrvatskog stanovništva, a bijeli šareni ručnici kod bošnjačkog. Fesovi kod hrvatskog stanovništva su sasvim tamne boje, gotovo crni, kod srpskog nešto svjetlije boje, a kod bošnjačkog otvorenocrveni. Na nogama su karakteristični tozluci crvene i tamno plave boje. Kožni pojas bensilah je karakterističan za sve nošnje Središnje Bosne i nalazi se kod svih etničkih grupa.

## Posavske nošnje
Rasprostranjene su u pojasu duž desne obale rijeke Save, kao i donjem toku rijeke Une. U unutrašnjosti Bosne ove nošnje produžuju se, negdje manje, negdje više, do ogranaka visokih planina. Tu spadaju nošnje iz oblasti Knešpolja, Timara, Lijevča polja, Dervente pa na jug do ogranaka planine Borje, zahvatajući okolinu Teslića, Tešnja i Doboja. Na desnoj strani Bosne tu spadaju nošnje iz okoline Modriče, Bosanskog Šamca, Brčkog, Gradačca sve do Semberije, obuhvaćajući i nju. Hrvatske i srpske narodne nošnje imaju mnogo varijanti dok su bošnjačke ujednačene. Hrvatske narodne nošnje prisutne su od okolice Bosanske Dubice preko područja uz desnu obalu Save, uz veća mjesta kao što su Bosanska Gradiška, Derventa, Bosanski Šamac, Orašje i Brčko te u unutrašnjosti Bosne oko Usore.
Za ženske hrvatske i srpske nošnje stoji da su svoje posebne karakteristike ispoljavale prvenstveno u košuljama od miješanog ili pamučnog platna tkanog na uzvod, rezane u struku i bogato nabrane oko vrata i u pasu pozadi. Košulja je utkana vezom duž skuta pozadi i na rukavima, od crnog i crvenog pamuka, u vegetabilnim motivima. U derventskoj i odzaćkoj nošnji košulje se boje u plavilu za rublje ili u zelenoj galici, te imaju plavičastu ili zelenkastu boju. Tip posavskih košulja je raširen i na području Posavine u Hrvatskoj, Vojvodini, sjevernoj Srbiji, Rumunjskoj, Poljskoj i Ukrajini. Po svom kroju košulja najviše odgovara onoj koju su nosili stari slavenski narodi. Za nju je zadržan i stari slavenski naziv rubina u svim posavskim krajevima u Bosni.
Gaće u ženskim posavskim nošnjama bile su obavezni svakidašnji odjevni element samo kod bošnjačkog stanovništva, dok su se kod srpskog i hrvatskog stanovništva nosile samo u izuzetnim slučajevima, kao kod dinarskih nošnji. Kroj im je bio kao i u ostalim krajevima Bosne. Zubun, kao gornji sukneni haljetak, dug do koljena, od crnog valjanog sukna, nalazimo samo u lijevoj strani rijeke Bosne, u nošnjama oko Dervente, Bosanskog Broda, Tešnja i Teslića. U Lijevču polju i Timaru, zubun je malen, od tamnoplavog sukna, sa svim karakteristikama dinarskog zubuna. Na desnoj obali rijeke Bosne u posavskim nošnjama umjesto zubuna nosi se kratka čerma ili ljetak od crnog valjanog ili bugarskog sukna, ukrašena vezom od crvenih, crnih i srmenih gajtana. U selima bliže obali Save nosi se kratak kozušak od bojene kože, ukrašen aplikacijama od raznobojne kože u vegetabilnim motivima. U upotrebi je samo u hrvatskim nošnjama.
Pregače posavskih žena imaju posebnu specifičnost. Za razliku od dinarskih, ove su tkane u četiri nita, dijagonalno, s kvadratnim šarama, potkićene dugim resama od vune. Po veličini su veće i od dinarskih, tako da se jedan kraj zadjene za pojas.
Osnovna obuća i ovde bili su oputni opanci, ali su pored njih nošeni i opanci od učinjane kože, najviše tzv. crveni i bijeli. Čarape su duge, od raznobojne vune, pletene većinom na pet igala, s cvjetnim motivima. Nošnja na glavi u ženskim posavskim nošnjama ima svoje posebne karakteristike. Kod djevojaka nju čini tzv. krpica, uski komad fino otkanog pamučnog platna, s utkanim motivima, rađenim tehnikom, na dasku. Na jednom kraju krpice prišivena je vrlo velika svilena kićanka, koja pada na čelo kad se krpica stavi na glavu. Ostali dio krpice pada pozadi, niz leđa. U hrvatskim nošnjama oko Brčkog, djevojke su nosile dublje crvene fesiće ukrašene cvijećem ili gustim resama od crne svile, koje su padale oko kape.
U muškim posavskim nošnjama glavnu karakteristiku čine košulja i gaće. Košulja je široka kao i ženska, nabrana pozadi u struku, a negdje i oko vrata (kod Dervente), u pojasu pozadi rezana i bogato nabrana, a duga do koljena. Ukrašava se kao i ženska, samo na rukavima i u manjoj mjeri. Gaće su dugih nogavica, širokih samo uz Savu i nešto užih južnije prema planinskim oblastima. Imaju mali tur, a izrađuju se od istog platna kao i košulja i ukrašavaju čipkom po rubu.
U okolici Šamca muška rubina se izrađuje od tkanja zvanog "vul" koji ima dvije podvrste tzv. muški vul i "čiblučiće" 
Od Muškog vula se izrađuje muška rubina, a od čiblučića cjelokupna ženska svečana nošnja.

## Gradske nošnje
U gradskim nošnjama bez obzira na nacionalnu pripadnost, krajem XIX. stoljeća se zapaža jak orijentalni utjecaj, kako u krojevima tako i u izboru materijala. Materijali su mahom uvezeni s istoka, a također i sa Zapada, mahom iz Venecije. Najviše su upotrebljavani čoha, somot, aladža, šamaladža, atlas, kao i razne vrste svile i brokata, a zatim i pamučno i svileno platno. O gradskoj nošnji najviše je sačuvano podataka iz XIX. stoljeća, u djelima raznih putopisaca koji su prolazili kroz Bosnu i Hercegovinu. Pored ovog izvora, izvori su i tekstovi starih epskih pjesama, balada, romansi iz tog doba ili pak sevdalinki. U takvim pjesmama, moguće je pročitati o različitim elementima nošnji tog doba, njihovom imenu, funkciji i materijalima. S kraja XIX. stoljeća sačuvan je izvjestan broj originalnih nošnji. Nošnja u gradovima u doba osmanske vladavine nije imala samo praktičnu funkciju, već je istovremeno bila sredstvo da se pomoću nje istakne klasna i staleška pripadnost. Svaka vlast kako tada tako i danas ima određene propise koji su tiču normi i načina odijevanja vojnika, plemstva i visokih državnih službenika. Tako su se npr. begovi i janjičari isticali sa svojom predivnom nošnjom, posebnim bojama odjela, kao i pojedinim odjevnim elementima.
Već spomenuti propisi koji su određivali boje, dijelove odjeće, obuće tako su utjecali da se stanovništvo počinje razlikovati po vjerskoj pripadnosti, čega u XVI. stoljeću nije bilo. Te razlike u različitim nošnjama su svoju težinu imale na naglašavanju pripadnosti klasi, staležu, a u manjoj mjeri na pripadnost narodu ili vjeri. Begovska nošnja je bila od svjetlo crvene, zelene ili plave čohe, ukrašena vezom od srme, dok su trgovci i zanatlije nosili odijelo od tamne čohe s vezom od crnog gajtana. Pojasi su kod pravoslavnog stanovništva bili crveni, kod katoličkog ljubičasti, a kod muslimanskog, šareni svileni. U bojama fesova se mogla naslutiti i nacionalna pripadnost. U ženskim nošnjama su crne satenske ili atlasne dimije bile zastupljene kod hrvatskih ili srpskih žena, dok su bošnjačke nosile dimije svijetlih pastelnih boja. Begovske žene nosile su dimije od skupocjene svile vezene zlatom. Takvi su bili i gornji haljetci, naročiti ječerme i anterije. Imale su anterije od somote ili brokata, a žene srednjeg staleža nosile su te dijelove od aladže ili šamaladže. Ovakva situacija je potrajala sve do kraja XIX. stoljeća, koje se smatra prekretnicom u razvoju bosanskohercegovačkog društva, društvenih promjena i nadolaska novih kulturnih utjecaja.
Sačuvane gradske nošnje s kraja XIX. stoljeća pokazaju da se ženska nosnja sastojala iz košulje od tankog pamučnog ili svilenog platna, pravo krojene izjedna, s dubokim izrezom na prsima, bez ikakve jake. Uz nju su se nosile gaće od istog ili debljeg platna, širokih nogavica, skupljene pod koljenom. Na gornjem dijelu tijela, preko košulje, nosili su se: fermeni, vrsta jeleka bez rukava, iznad struka, otvoreni na prsima i ječerme, krojene od svile ili kadife, ukrašene zlatnim trakama ili zlatovezom.
Za razliku od fermena, one se vežu ili kopčaju na krajevima. Udate žene oblačile su preko košulje i anteriju, vrstu duge haljine od somota ili svile s bogatim zlatovezom i zlatnim ukrasnim trakama. Anetrija je sprijeda otvorena, na grudima ima veći izrez, zvonastog je kroja, s jako naznačenim strukom, ima duge rukave koji su pri dnu rasječeni. Gornji dio nošnje odvajan je pojasom koji je mogao biti od tkanine ili metala, s filigranskim kopčama. O pasu opasivale su se srmenim širitnim pojasom s paftama od srebra, razne veličine i oblika. Na noge su dolazile bijele pamučne čarape i kožna obuća, razne vrste papuča i cipele. Kod muslimanke nju su činile crvene ili žute jemenije, kod srpskih i hrvatskih crne cipele. Na glavi su djevojke nosile fesiće s cvijećem, a žene kalkan-kape sa srebrnim tepelukom na tjemenu i resama od crne svile unaokolo.

## Galerija
Ilustracije hrvatskih narodnih nošnji u Bosni i Hercegovini u ovoj galeriji preuzete su iz jedinstvene zbirke crteža, iz knjige Narodne nošnje u Bosni i Hercegovini, autorice Zorislave Čulić, nastale u izdanju Zemaljskog muzeja Bosne i Hercegovine 1963. godine. Ova knjiga je bila prva takve vrste, tiskana je u samo 1.000 primjeraka i u njoj je predstavljen samo jedan dio velikog bogatstva narodnih nošnji Bosne i Hercegovine, koje je Zemaljski Muzej Bosne i Hercegovine tijekom svojih dotadašnjih 75 godina djelovanja sakupio i sačuvao. U knjizi se pored crteža nalaze i krojevi osnovnih vrsta bosanskohercegovačkih nošnji.
- Narodna nošnja iz sela Debeljaci kod Banje Luke
- Narodna nošnja iz Sasine kod Sanskog Mosta
- Narodna nošnja iz kupreškog kraja
- Narodna nošnja iz Livanjskog polja
- Narodna nošnja iz Duvanjskog polja
- Narodna nošnja iz kraja Klis kod Konjica
- Narodna (humska) nošnja iz Zapadne Hercegovine
- Nošnja iz Gornje Bekije, Zapadna Hercegovina
- Narodna nošnja iz Usore
- Narodna nošnja iz tuzlanskog kraja
- Narodna nošnja iz žepačkog kraja
- Narodna nošnja iz travničkog kraja
- Narodna nošnja iz kreševskog kraja
- Narodna nošnja iz Sarajevskog polja
- Narodna nošnja iz brčanskog kraja
- Narodna nošnja iz oraškog kraja
- Narodna nošnja iz domaljevačkog kraja
- Narodnja nošnja iz derventskog kraja
- Gradske nošnje: hrvatska (Jajce) i srpska (Mostar)

## Srodni članci
- Hrvati Bosne i Hercegovine
- Etnologija Hrvata Bosne i Hercegovine
- Hrvatske narodne nošnje

## Unutarnje poveznice
| - Život i običaji Hrvata Bosne i Hercegovine - Bosanskohercegovački Hrvati u srednjovjekovnoj Bosni i Osmanskom Carstvu - Bosanskohercegovački Hrvati u Austro-Ugarskoj i Kraljevini Jugoslaviji | - Bosanska Posavina - Središnja Bosna - Hercegovina |

## Vanjske poveznice
- Posudionica i radionica narodnih nošnji  Arhivirana inačica izvorne stranice od 17. svibnja 2011. (Wayback Machine) Posudionica i radionica narodnih nošnji - FotoGalerija - Hrvati u BiH
- Šimićani.ch[neaktivna poveznica] Narodne nošnje u BiH, Ivaštanska pobijedila 2004. u Kini